# ويليام أ. هاموند
ويليام أ. هاموند (بالإنجليزية: William Alexander Hammond)‏ هو ضابط أمريكي، ولد في 28 أغسطس 1828 في أنابولس في الولايات المتحدة، وتوفي في 5 يناير 1900 في واشنطن العاصمة في الولايات المتحدة.